# 萨勒 (索姆省)
萨勒（法語：Saleux，法語發音：[salø]）是法国上法蘭西大區索姆省的一个市镇，属于亚眠区。

## 地理
萨勒（49°51'31"N, 2°14'17"E）面积8.02 平方千米，位于法国上法蘭西大區索姆省，该省份为法国北部沿海省份，北起加来海峡省和北部省，西接滨海塞纳省和大西洋英吉利海峡，南至瓦兹省，东临埃纳省。
与萨勒接壤的市镇（或旧市镇、城区）包括：克莱里-索尔舒瓦、迪里、费里耶尔、吉涅米库尔、蓬德梅斯、萨卢埃勒、塞勒河畔韦尔。

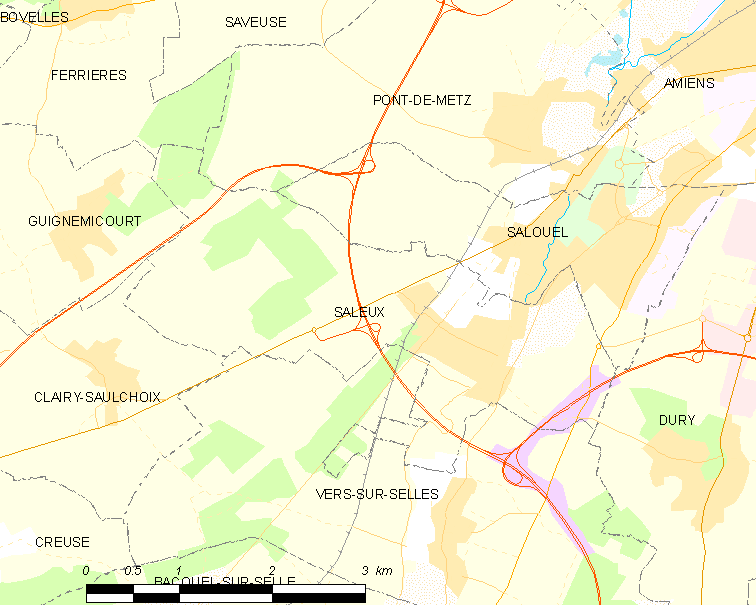
的OSM定位图

萨勒的时区为UTC+01:00、UTC+02:00（夏令时）。

## 行政
萨勒的邮政编码为80480，INSEE市镇编码为80724。

## 政治
萨勒所属的省级选区为亚眠第七县。

## 人口

1962-2008年间人口变化图示

萨勒于2022年1月1日时的人口数量为2767人。